# Lipová (Chuderov)
Lipová je malá vesnice, část obce Chuderov v okrese Ústí nad Labem. Nachází se asi čtyři kilometry severovýchodně od Chuderova. Lipová leží v katastrálním území Lipová pod Blanskem o rozloze 2,65 km².

## Historie
První písemná zmínka o vesnici pochází z roku 1352.

## Obyvatelstvo
Při sčítání lidu v roce 1921 zde žilo 177 obyvatel (z toho 82 mužů), z nichž byli dva Čechoslováci, 174 Němců a jeden cizinec. Až na jednoho evangelíka a jednoho člověka bez vyznání se hlásili k římskokatolické církvi. Podle sčítání lidu z roku 1930 měla vesnice 211 obyvatel: šest Čechoslováků a 205 Němců. Kromě jednoho člena církve československé a jednoho člověka bez vyznání byli ostatní římskými katolíky.
|                                                                           | 1869 | 1880 | 1890 | 1900 | 1910 | 1921 | 1930 | 1950 | 1961 | 1970 | 1980 | 1991 | 2001 | 2011 |
| ------------------------------------------------------------------------- | ---- | ---- | ---- | ---- | ---- | ---- | ---- | ---- | ---- | ---- | ---- | ---- | ---- | ---- |
| Obyvatelé                                                                 | 214  | 181  | 178  | 205  | 171  | 177  | 211  | 91   | 76   | 82   | 131  | 130  | 135  | 96   |
| Domy                                                                      | 39   | 40   | 40   | 40   | 40   | 40   | 40   | 38   | 39   | 17   | 19   | 25   | 28   | 30   |
| Počet domů z roku 1961 zahrnuje také domy místních částí Libov a Radešín. |      |      |      |      |      |      |      |      |      |      |      |      |      |      |

## Pamětihodnosti
Kostel svatého Martina z 15. století stojí při průjezdní komunikaci. Nemá věž, její funkci plnila zvonice stojící mimo kostel, dnes už zaniklá. V zadním sanktusníku kostela je malý zvon. V minulosti se zde nacházel zvon z roku 1522 od mistra Tomáše z Litoměřic, zrekvírovaný za druhé světové války.

## Osobnosti
Významným rodákem byl pozdější ústecký archivář Franz Josef Umlauft, odsunutý po roce 1945 z Československa. Ve 20. letech vytvořil unikátní soubor fotografií nazvaný Obrazy z mé rodné vesnice. Na soubor navázali v roce 2005 fotografové Jan Vaca, Jaroslav Vraj a Martina Novozámská.